# Нововесёлый
Нововесёлый — хутор в Зимовниковском районе Ростовской области.
Входит в состав Савоськинского сельского поселения.

## География
На хуторе имеется одна улица: Центральная.

## История
В хуторе имеется братская могила, где покоятся останки 71 воина Красной Армии, погибших в Великую Отечественную войну.

## Население
| 2010 |
| ---- |
| 186  |